# Nordiska korståg

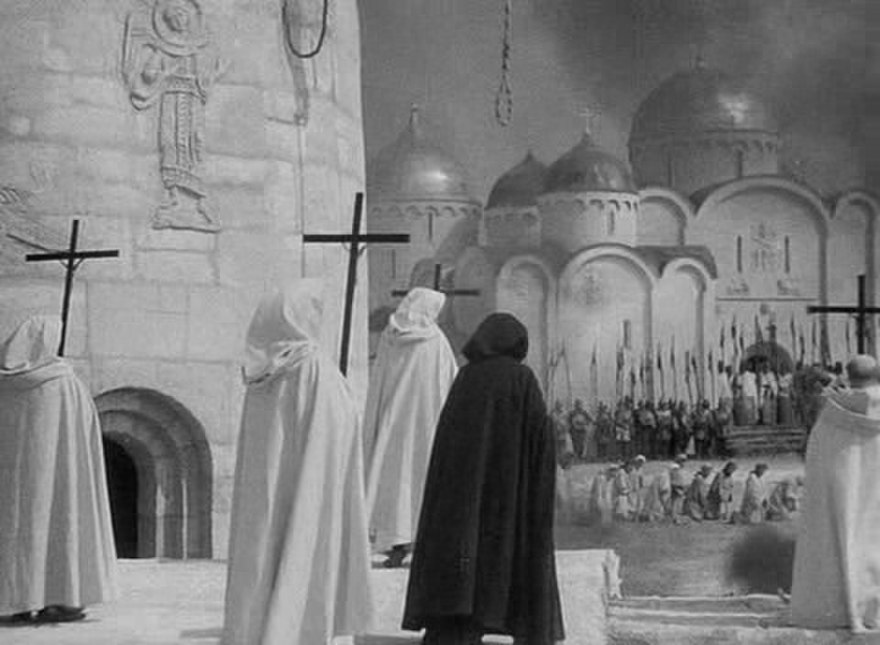
Tyska orden i Pskov 1240. Scen ur Sergej Eisensteins film Storm över Ryssland (1938).

I norra Europa genomfördes under medeltiden ett antal korståg av de katolska länderna Danmark, Sverige samt de tyska riddarordnarna Tyska orden och svärdsriddarorden. Målen för dessa var västslaverna (Danmark), Baltikum (alla fyra) samt Finland (Sverige) och Republiken Novgorod  (Sverige och riddarordnarna). 
Vissa av dessa sågs som korståg redan under medeltiden, medan andra (främst de svenska inriktade mot Finland) troligen inte betraktades som "officiella" sådana. I synnerhet har det i svensk historieskrivning spritts uppfattningen att Erik den helige skall ha lett ett korståg mot Finland, något det inte finns några samtida belägg för. Däremot är det troligt att det vid denna tid genomfördes militära expeditioner från svenskt håll, vilka småningom ledde till att Egentliga Finland inlemmades i det svenska riket.
De första av påvestolen sanktionerade "heliga" krigen i norden var de som Eugenius III sanktionerade i samband med andra korståget. Dessa riktade sig främst mot venderna. Dock hade de skandinaviska länderna och Tysk-romerska riket redan tidigare försökt lägga under sig sina hedniska grannar.

## Korstågens mål
- Vender, bland annat på Rügen och i Mecklenburg och Pommern (Vendiska korståget 1147 av danskar, senare även av saxare och polacker)
- Folken i dagens Finland: 1249 mot Tavastland och 1293 mot Karelen, av svenskar, även om Novgorod tidigare missionerat i området.
- Ester, semigaller och liver, 1193–1227, av danskar och tyskar (Livländska korståget).
- Litauer, från tidigt 1200-tal till 1316, av tyskar; ej lyckosamt.
- Pruser, 1210 av danskar, senare tyskar
- Ryssar, 1240, 1378 och framåt, 1495-1497 av svenskar.